# Рогове Копце
Рогове Копце (пол. Rogowe Kopce) — частина села Озерня у Польщі, в Люблінському воєводстві Томашівського повіту, ґміни Томашів.

## Історія
Первісним населенням Рогових Копце були русини-лемки, які компактно проживали на своїх історичних землях.